# 亨里克·塞特贝里
亨里克·塞特贝里（瑞典語：Henrik Zetterberg，1980年10月9日—），瑞典男子冰球运动员。他曾代表瑞典参加2002年、2006年、2010年和2014年冬季奥林匹克运动会冰球比赛，获得一枚金牌和一枚银牌。